# 克萊鎮區 (明尼蘇達州哈伯德縣)
克萊鎮區（英語：Clay Township）是位於美國明尼蘇達州哈伯德縣的一個行政鎮區。

## 地方資料
克萊鎮區的面積為93.71平方千米，當中陸地面積為87.31平方千米，而水域面積為6.39平方千米。根據2020年美國人口普查的數據，當地共有人口76人，而人口密度為每平方千米0.81人。